# イオンモール京都桂川
イオンモール京都桂川（イオンモールきょうとかつらがわ）は、京都市南区および向日市に跨って所在するショッピングセンター。

## 概要
キリンビール京都工場跡地約24.6ヘクタールの再開発地区である「京都桂川つむぎの街」の一角に開設されたショッピングセンターである。京都市南区と向日市に跨って存在するが、敷地の約3分の2が京都市側である。
なお、2019年現在では市町村境を跨ぐ日本でのイオン運営の店舗は、この店舗とイオンモール奈良登美ヶ丘（奈良県生駒市と奈良市）、イオンモール高の原（京都府木津川市と奈良県奈良市）、イオンモール四條畷（大阪府四條畷市と寝屋川市）の4例のみである。
2008年（平成20年）10月18日に開設された西日本旅客鉄道（JR西日本）東海道本線（JR京都線）桂川駅の西側に屋根付きの歩道橋で直結しており、2003年（平成15年）に開設された阪急電鉄洛西口駅からも約300mほどと徒歩圏内に位置している。
近隣には京都第二外環状道路や国道171号があり、約3,100台収容の駐車場を設置して自動車での来店にも対応している。駐車場内には電気自動車急速充電器・普通充電器を4台ずつ設置している。
開業時点では、総合スーパー「イオン」やシネマコンプレックス「イオンシネマ」のほか、約220の専門店が入居している地上4階・地下1階建てのモール棟と、スポーツクラブが入る地上2階建てのフィットネス棟で構成されている。
地元の向日市の竹林をモチーフにして竹細工をデザインに取り入れているほか、知恩院の大屋根を模した入口（桂川駅側）、円形窓やあんどんの明かり、桂離宮をイメージした深い軒など、古都の伝統を思わせる意匠を随所に採用している。
市場をイメージした食品関連の売り場「桂川市場」を1階に設けたほか、2階に路地をモチーフとしたレストラン街「洛西小路」を設けるなど、売り場部分にも京都の町の要素を取り入れている。
また、地域の催しなどで利用できる「桂川舞台」を設置した広場も開設された。
開業前に提出された大店立地法に基づく届出面積は53,049m2で、飲食店街やシネマコンプレックスなどの非物販を合わせた店舗面積は約77,000m2と開業時点では髙島屋京都店や大丸京都店を上回る京都府最大の商業施設となった。（高島屋京都店：46,406m2、大丸京都店：46,500m2）
また、当ショッピングセンターは商圏として乙訓地域と京都市南西部のほか、亀岡市や南丹市、大阪府高槻市までを想定している。
当施設の開業までに、阪急京都線の立体交差化や跡地南側の交差点改良といった抜本的な渋滞緩和策が間に合わないことから、ピーク時には1時間当たり約900台、休日で約5,600台を超えるとされる乗用車による来店客による影響で、通学路の安全性など道路交通への悪影響の恐れが指摘されていた。さらに、地元向日市の中心部である阪急東向日駅周辺の商店街など既存の商業施設の空洞化をもたらし、高齢者が近隣で買い物できなくなる買い物難民が生じることなども懸念されていた。こうした懸念を配慮し、地元の向日市が2014年（平成26年）10月1日に建設産業部内に「イオンモール対策室」を設置し、周辺の道路の渋滞発生や近隣の住宅地内の道路への自動車の侵入防止といった交通対策や、地元の商店街などへの影響に対応することになった。
開業の影響で、当店から西へ約3㎞離れた洛西ニュータウンのショッピングセンター「ラクセーヌ」では、核店舗の高島屋洛西店が青果専門店「京都八百一」を導入して野菜売り場を改装したほか、駐車場の一角にニトリの出店を進めるなど近隣の大型店も対抗策を打ち出した。開業時には従来イオン洛南ショッピングセンターや近隣にあるダイエーを利用していた買い物客の一部が当店に移ってきている。
また、当店の開業に合わせて京阪京都交通が10月10日からJR亀岡駅行きなど3路線を新設したほか、京都市営バスやヤサカバスも新路線を開設するなど、公共交通の利便性も向上した。なお、京阪京都交通のJR桂川駅前 - 亀岡駅前の路線については、2015年3月13日の運行を以て運行終了となった。

## 沿革
- 1962年（昭和37年） - 寶酒造京都麦酒工場開業、タカラビールの製造を開始[21]。
- 1967年（昭和42年） - 寶酒造がビール事業から撤退。京都麦酒工場がキリンビールに譲渡される。
- 1999年（平成11年）8月 - キリンビールが京都工場の操業を終了。併設されていたキリン京都ビアパークはリニューアルをして引き続き営業される。
- 2002年（平成14年）10月25日 - 工場跡地である「京都久世高田・向日寺戸地域」が「都市再生特別措置法」による「都市再生緊急整備地域」に指定。
- 2003年（平成15年）
  - 3月16日 - 阪急電鉄洛西口駅が開業。
  - 8月 - キリンビールが京都工場跡地の再開発計画を発表[22]。それに伴い12月28日でキリンビアパークを閉鎖。地元への説明会では、90mクラスの高層マンション6棟、百貨店や量販店などの大型商業施設、教育施設、ホテルなどの開発構想が発表されたが、不況で計画が進まずその後白紙化される。[要出典]
- 2008年（平成20年）
  - 工場跡地の土地区画整理事業が開始[22]。
  - 10月18日 - JR西日本桂川駅が開業[23]。
- 2010年（平成22年）3月 - 当地の土地区画整理事業が完了[要出典]。
- 2011年（平成23年）2月2日 - キリンビールが工場跡地の一部をイオンモールに売却する契約を締結[24]。
- 2013年（平成25年）
  - 5月23日 - イオンモールが「(仮称)イオンモール京都桂川」の開発計画を発表[16]。
  - 6月27日 - イオンモール京都桂川の起工式が行い、着工[11]。
- 2014年（平成26年）
  - 10月1日 - 向日市が建設産業部内に「イオンモール対策室」を設置[7]。
  - 10月10日 - イオンモール京都桂川ソフトオープン（プレオープン）[8][25]。
  - 10月17日 - イオンモール京都桂川全面開業[1][2][5]。

## 主なテナント
2025年現在、総合スーパー「イオンスタイル京都桂川（近畿地区のイオン初のイオンスタイル）」やシネマコンプレックス「イオンシネマ京都桂川」（12スクリーン、計約2,100席）のほか、約220の専門店が入居している地上4階・地下1階建てのモール棟と、スポーツクラブが入る地上2階建てのフィットネス棟で構成されている。
市場をイメージした食品関連の売り場「桂川市場」を1階に設けたほか、2階に路地をモチーフとしたレストラン街「洛西小路」を設けるなど、売り場部分にも京都の町の要素を取り入れている。
開業時の専門店約220店のうち、約半分の110店舗が京都府内初出店の店舗で占められていたが、大垣書店やパンの志津屋、「京のお肉処 弘」雑貨店「イノブン」、中華料理店「中華食房ハマムラ」など地元の32店も出店した。
出店店舗全店の一覧・詳細情報は公式サイト「ショップガイド」を、営業時間およびATM稼働時間の詳細は公式サイト「モールガイドの営業時間のご案内」を参照。

## 周辺施設
- 京都第二外環状道路[9]
- 国道171号[9]
- 洛南高等学校附属小学校[10]
- オムロンヘルスケア本社（2011年（平成23年）10月17日業務開始[28]）
- 京都銀行金融大学校桂川キャンパス（2014年（平成26年）開設[29]）
- 陸上自衛隊桂駐屯地
- JR桂川駅（駅直結）
- 洛西口駅（徒歩約5分）

## イオンモール京都桂川を題材にした作品
- 漫画「イオンにみせられて」もぐこん 『モーニング』（講談社）2017年6号